# Fort Orthen
Le Fort Orthen est un élément de fortification dans le quartier d'Orthen situé dans la commune de Bois-le-Duc aux Pays-Bas. Combiné avec le fort Crèvecoeur, ce fort participait à la défense nord de la ville de Bois-le-duc.

## Historique
En 1593, il fut décidé de renforcé Orthen, et d'y construire une forteresse, comme ce fut le cas pour le Fort Crèvecoeur qui fut érigé par l'Armée des Provinces-Unies. Le Fort Orthen ne fut seulement construit qu'après le Siège de Bois-le-duc de 1629.
Le 27 septembre 1794, il est pris par les troupes françaises menées par Antoine Guillaume Delmas.
En 1852, suivant les efforts de fortification dans le pays, des travaux lui donnèrent la forme définitive qui est sienne aujourd'hui.
Il fut complètement rénové en 1993 sur décision du Conseil d’État et se présente aujourd'hui par un parc fermé entouré par un canal inondé avec quelques éléments de fortification avancés : deux ouvrages à cornes, deux demi-bastions avec des courtines brisées, demi-lune et un second canal inondé. Le fort compte deux batteries et une poudrière maçonnée.